# Soichiro Honda

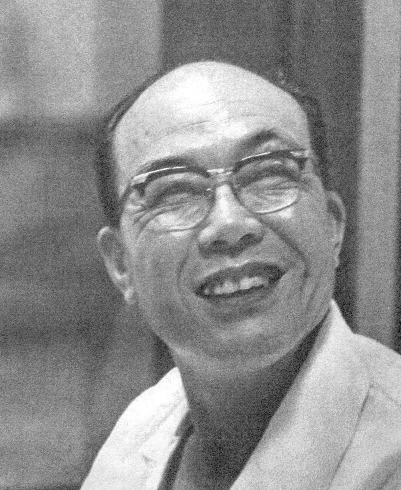
Soichiro Honda (1964)

Soichiro Honda (本田宗一郎 Honda Sōichirō; Hamamatsu, Japan, 17 november 1906 – Tokio, 5 augustus 1991) is de oprichter van Honda, een Japanse fabrikant van motorfietsen en auto's.
Honda werd geboren als oudste zoon van een smid. Hij hielp zijn vader met het repareren van fietsen. Mede hierdoor werd zijn interesse gewekt voor machines. Op achtjarige leeftijd zag hij een Ford Model T en hierdoor ging hij zich toeleggen op het fabriceren van racewagens. In 1936 kreeg hij een ernstig ongeluk in een van zijn eigen voertuigen. Het jaar daarop richtte Honda een fabriekje voor zuigerveren op; zijn studie metaalbewerking kwam hierbij goed van pas. Tijdens de Tweede Wereldoorlog produceerde zijn bedrijf motoren voor vliegtuigen en voor de Japanse Keizerlijke Marine. In 1945 verkocht Honda zijn bedrijf aan Toyota.
In 1946 richtte hij het Honda Technical Research Institute op. Ondanks de lange en indrukwekkende naam, was het bedrijf niet meer dan een werkplaats in een houten hut. Japan was door de Tweede Wereldoorlog economisch verzwakt. De economie was wel aan het verbeteren en Honda merkte de vraag naar eenvoudig transport op. Hij verzamelde een groep medewerkers om zich heen en begon met het samenvoegen van motoren met fietsen. Op 24 september 1948 richtte hij de Honda Motor Co. Ltd. op dat in de jaren '50 erg succesvol blijkt te zijn.
In 1954 kwam Honda naar Europa, aangetrokken door de TT-races op het eiland Man. Hij wilde de ervaringen die met deze races zou worden opgedaan, gebruiken om zijn producten te verbeteren. Soichiro merkte dat hij beter tot zijn recht kwam als ingenieur en schakelde Takeo Fujisawa in als manager van het bedrijf.
Honda is altijd van mening geweest dat mensen zichzelf moeten ontwikkelen en daarbij hun fantasie moeten gebruiken. Hij weigerde dan ook om familieleden te benoemen op hoge functies binnen zijn bedrijf. Door zijn personeel werd hij Oyaji (vader) genoemd.
In 1973 ging Soichiro Honda met pensioen. Hierna legde hij zich toe op de Honda Foundation. Deze stichting probeerde harmonie te vinden tussen technologie en milieu. Honda overleed op 84-jarige leeftijd aan de gevolgen van leverfalen.
- Bibliothèque nationale de France: cb119076962 (data)
- CiNii: DA01640529
- Gemeinsame Normdatei: 118553380
- International Standard Name Identifier: 0000 0000 8379 2656
- Library of Congress Control Number: n82091071
- Bibliotheek van het Japanse parlement: 00012196
- Nationale Bibliotheek van Tsjechië: jn20000700734
- Nationale Bibliotheek van Polen: a0000003048873
- Nederlandse Thesaurus van Auteursnamen: 112697569
- Système universitaire de documentation: 026924080
- Virtual International Authority File: 46762522
- WorldCat: E39PBJpymgQQPYr9tQHkC8MdcP